# Suncus fellowesgordoni
Suncus fellowesgordoni is een zoogdier uit de familie van de spitsmuizen (Soricidae). De wetenschappelijke naam van de soort werd voor het eerst geldig gepubliceerd door Phillips in 1932.

## Voorkomen
De soort komt voor in Sri Lanka.